# Ponte Carral
Ponte Carral (en gallego y oficialmente, A Ponte Carral) es una aldea española situada en la parroquia de Berdillo, del municipio de Carballo, en la provincia de La Coruña, Galicia.

## Demografía
| Gráfica de evolución demográfica de Ponte Carral entre 2000 y 2022 |
|                                                                    |
| Datos según el nomenclátor publicado por el INE.                   |